# Grön aspvedbock
Grön aspvedbock (Saperda perforata) är en skalbaggsart som först beskrevs av Peter Simon Pallas 1773.  Grön aspvedbock ingår i släktet Saperda och familjen långhorningar.
Artens utbredningsområde är:
- Frankrike.
- Iran.
- Kazakstan.
- Ukraina.

Enligt den svenska rödlistan är arten nära hotad i Sverige. Arten förekommer i Götaland, Gotland, Svealand, Nedre Norrland och Övre Norrland. Artens livsmiljö är skogslandskap, jordbrukslandskap. Inga underarter finns listade i Catalogue of Life.

## Bildgalleri

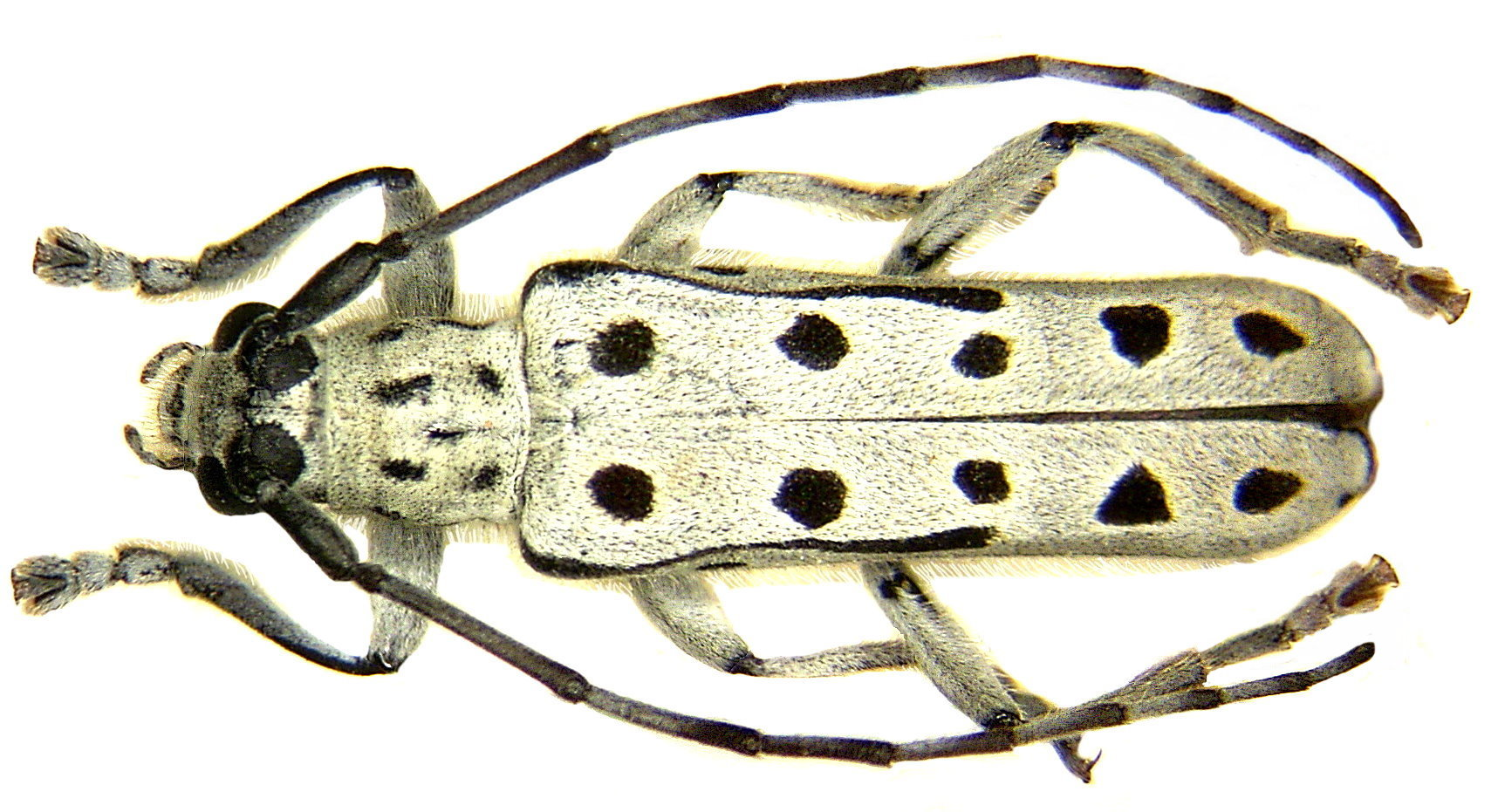
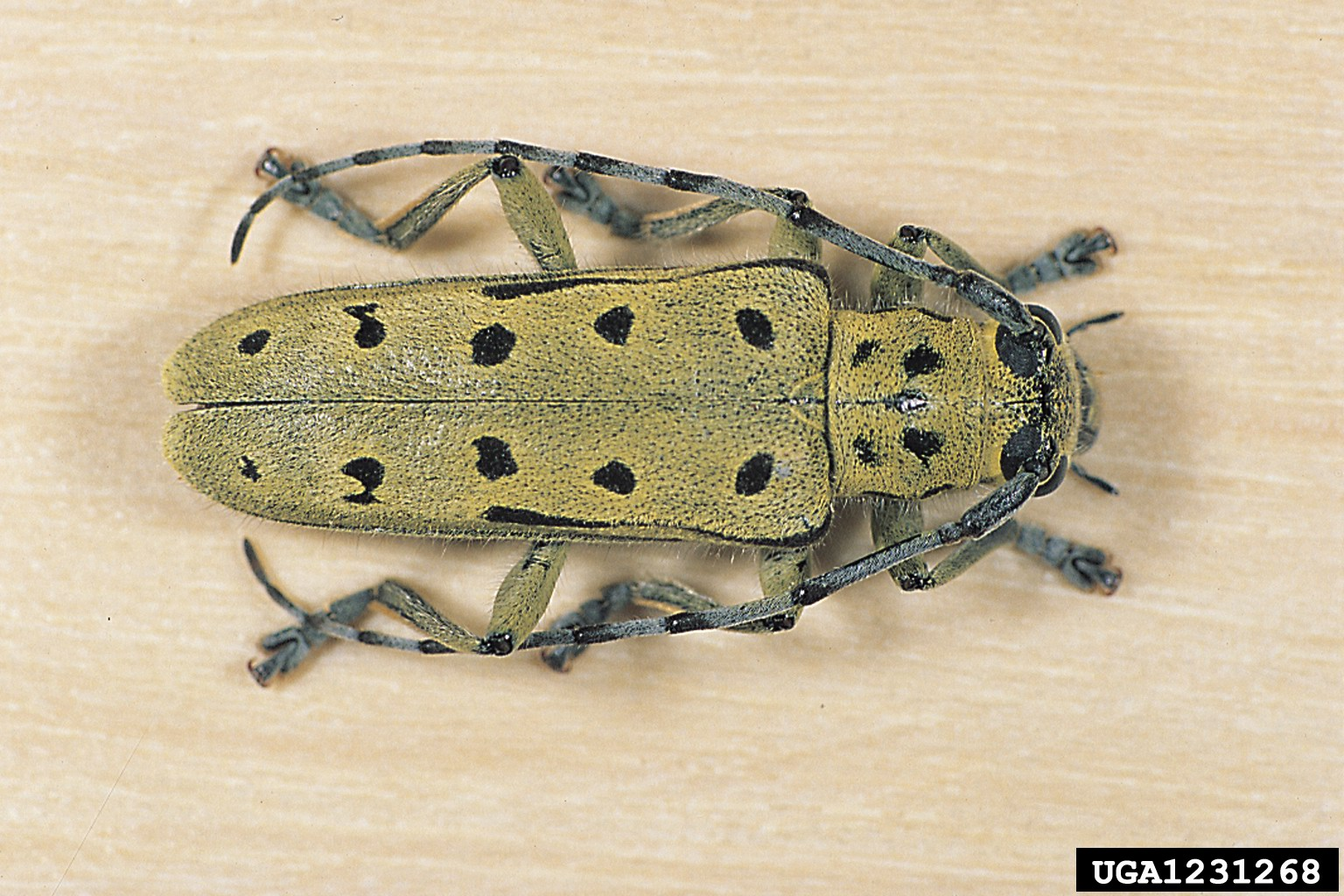
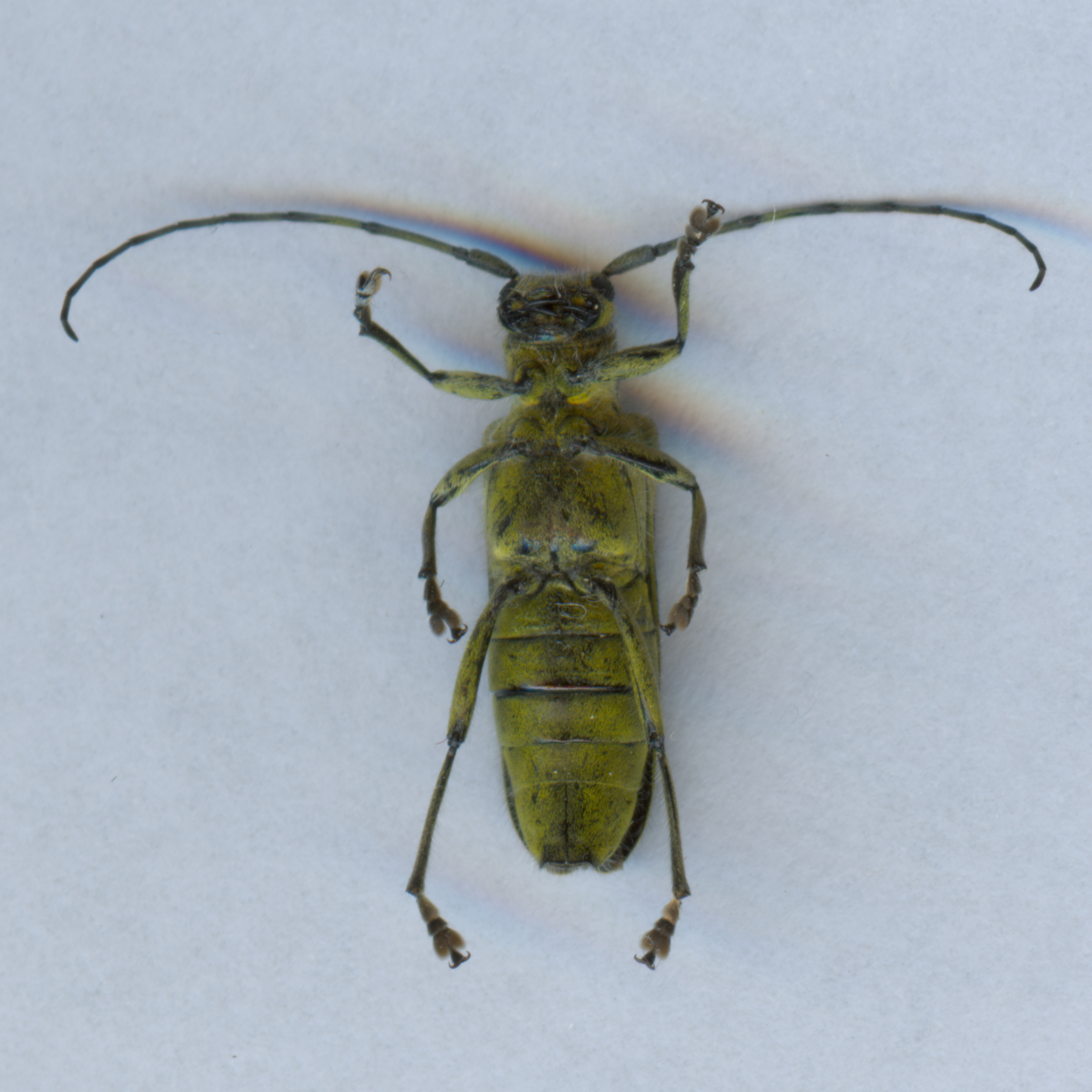
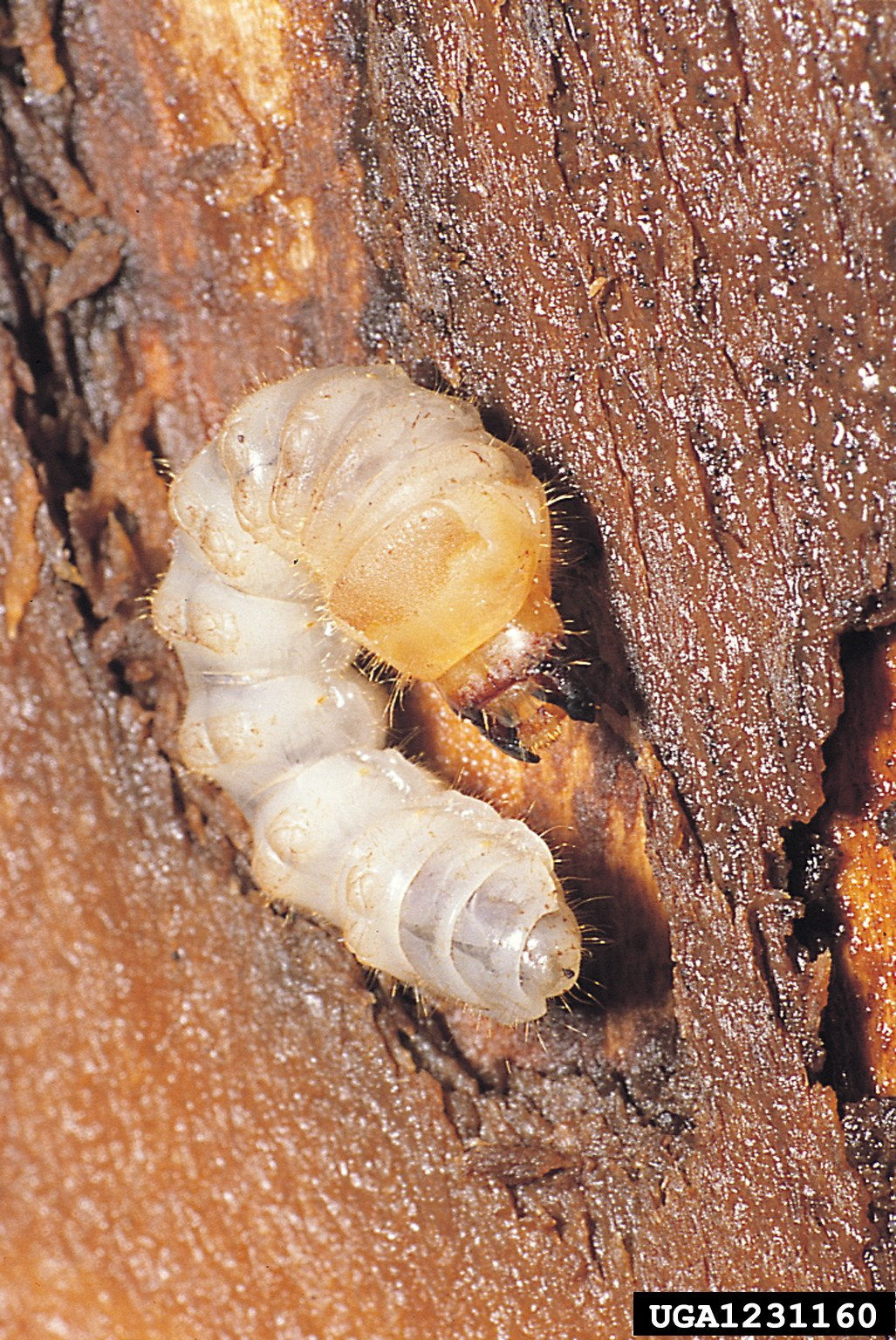
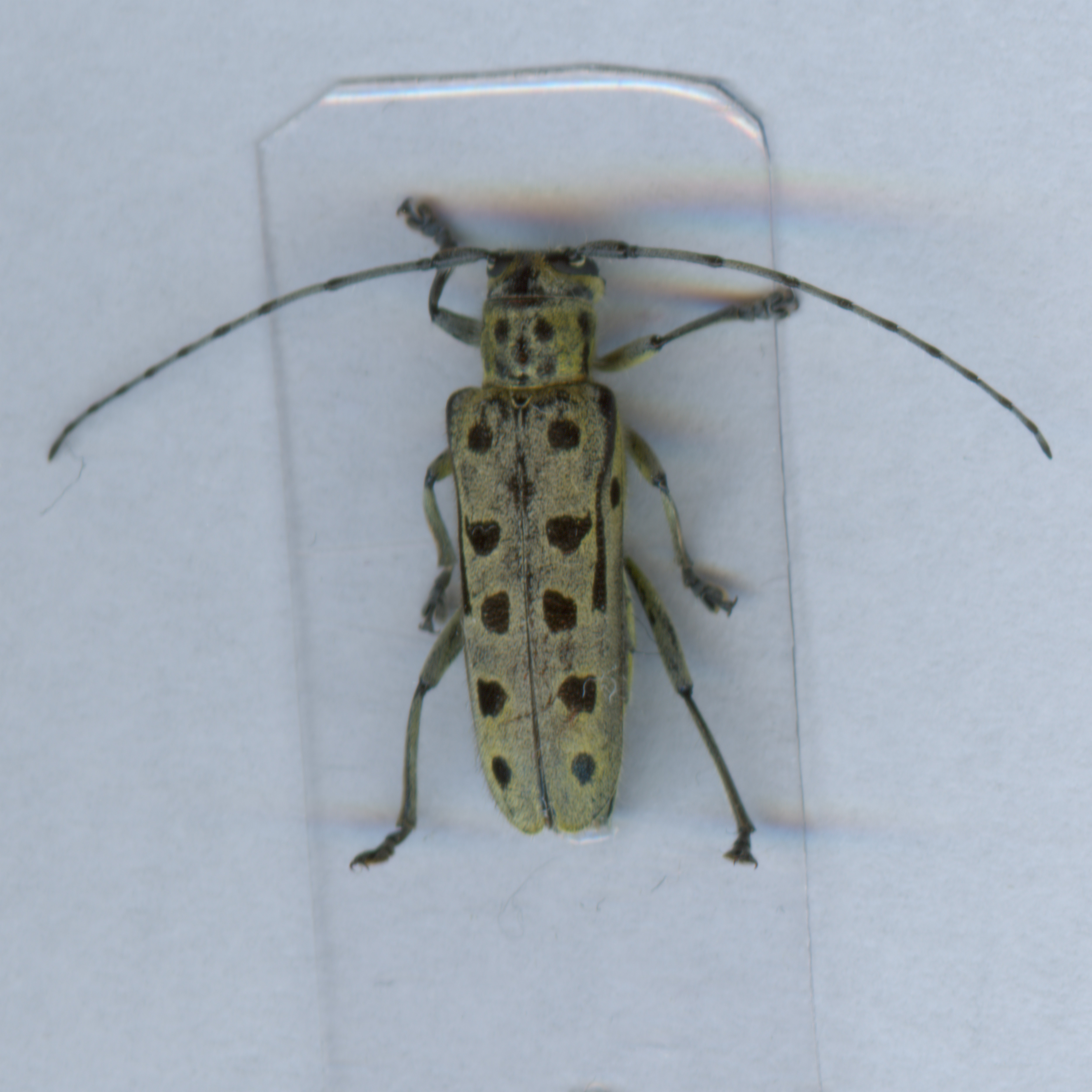
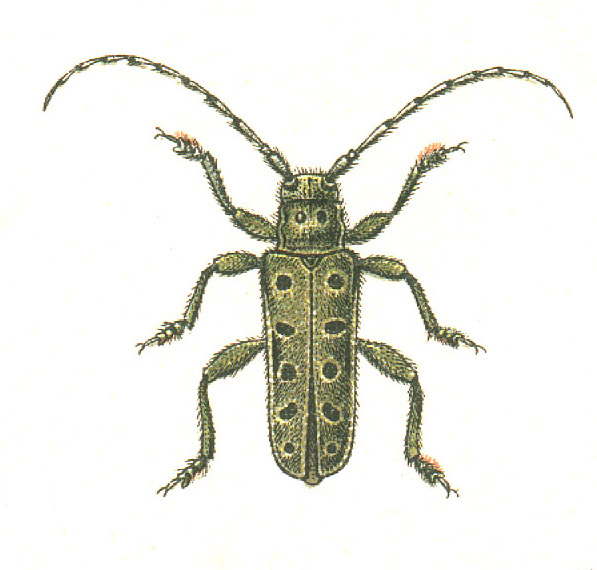